# Мукансанга, Салима
Салима Мукансанга (англ. Salima Mukansanga; род. 25 июля 1988, Руанда) — руандийская футбольная судья. Судья ФИФА с 2012 года.

## Карьера
Салима Мукансанга была судьёй на Кубке Алгарве 2017 года, Кубке Алгарве 2018 года и чемпионате мира среди женщин 2019 года во Франции. В 2022 году она стала первой женщиной-судьей Кубка африканских наций. Она работала на матчах женского Олимпийского турнира 2020 года, Кубке африканских наций 2016 года в Камеруне и Кубке африканских наций 2022 года в Марокко, а также обслуживала игры Лиги чемпионов CAF среди женщин.
В мае 2022 года ФИФА назначила её одним из 36 главных судей чемпионата мира по футболу 2022 года в Катаре. Она и пять других судей-женщин (два главных судьи, три помощника судьи) стали первыми женщинами, назначенными в судейскую бригаду мужского чемпионата мира.

### Чемпионат мира по футболу 2019 года среди женщин
| Стадия         | Дата         | Место | Команда 1 | Команда 2 | Результат |
| -------------- | ------------ | ----- | --------- | --------- | --------- |
| Групповой этап | 16 июня 2019 | Ницца | Швеция    | Таиланд   | 5:1 (3:0) |

### Олимпийские игры 2020
| Стадия         | Дата         | Место    | Команда 1      | Команда 2 | Результат         |
| -------------- | ------------ | -------- | -------------- | --------- | ----------------- |
| Групповой этап | 21 июля 2021 | Саппоро  | Великобритания | Чили      | 2:0 (1:0)         |
| Групповой этап | 27 июля 2021 | Иокогама | Нидерланды     | Китай     | 8:2 (3:1)         |
| Четвертьфинал  | 30 июля 2021 | Касима   | Великобритания | Австралия | 3:4 д.в (2:2,0-1) |

## Личная жизнь
Мукансанга окончила обучение по медицинской специализации, медсестра и акушер. В настоящее время работает исключительно профессиональным судьей.